# Judô nos Jogos Olímpicos de Verão de 1980
O judô nos Jogos Olímpicos de Verão de 1980 foi realizado em Moscou, na ex-União Soviética, com oito eventos disputados, todos masculinos. Pela primeira vez o Japão não liderou o quadro de medalhas da modalidade devido a não participação da delegação em apoio ao boicote aos Jogos. Duas categorias a mais foram inseridas com as lutas ocorrendo entre 27 de julho e 2 de agosto.

## Eventos do judô
Masculino: até 60 kg | até 65 kg | até 71 kg | até 78 kg | até 86 kg | até 95 kg | acima de 95 kg | Categoria aberta

## Até 60 kg
| Pos. | País                  | Atletas        |
| ---- | --------------------- | -------------- |
|      | França (FRA)          | Thierry Rey    |
|      | Cuba (CUB)            | José Rodríguez |
|      | União Soviética (URS) | Aramby Emizh   |
|      | Hungria (HUN)         | Tibor Kincses  |

## Até 65 kg
| Pos. | País                  | Atletas            |
| ---- | --------------------- | ------------------ |
|      | União Soviética (URS) | Nikolay Solodukhin |
|      | Mongólia (MGL)        | Tsendying Damdin   |
|      | Bulgária (BUL)        | Ilian Nedkov       |
|      | Polônia (POL)         | Janusz Pawlowski   |

## Até 71 kg
| Pos. | País                    | Atletas            |
| ---- | ----------------------- | ------------------ |
|      | Itália (ITA)            | Ezio Gamba         |
|      | Grã-Bretanha (GBR)      | Neil Adams         |
|      | Mongólia (MGL)          | Ravdan Davaadalai  |
|      | Alemanha Oriental (GDR) | Karl-Heinz Lehmann |

## Até 78 kg
| Pos. | País                    | Atletas              |
| ---- | ----------------------- | -------------------- |
|      | União Soviética (URS)   | Shota Khabaleri      |
|      | Cuba (CUB)              | Juan Ferrer la Hera  |
|      | Alemanha Oriental (GDR) | Harald Heinke        |
|      | França (FRA)            | Bernard Tchoullouyan |

## Até 86 kg
| Pos. | País                    | Atletas              |
| ---- | ----------------------- | -------------------- |
|      | Suíça (SUI)             | Jürg Röthlisberger   |
|      | Cuba (CUB)              | Isaac Azcuy          |
|      | Alemanha Oriental (GDR) | Detlef Ultsch        |
|      | União Soviética (URS)   | Aleksandr Yatskevich |

## Até 95 kg
| Pos. | País                    | Atletas             |
| ---- | ----------------------- | ------------------- |
|      | Bélgica (BEL)           | Robert van de Walle |
|      | União Soviética (URS)   | Tengiz Khubuluri    |
|      | Alemanha Oriental (GDR) | Dietmar Lorenz      |
|      | Países Baixos (NED)     | Henk Numan          |

## Acima de 95 kg
| Pos. | País                 | Atletas           |
| ---- | -------------------- | ----------------- |
|      | França (FRA)         | Angelo Parisi     |
|      | Bulgária (BUL)       | Dimitar Zaprianov |
|      | Iugoslávia (YUG)     | Radomir Kovacevic |
|      | Checoslováquia (TCH) | Vladimir Kocman   |

## Categoria aberta
| Pos. | País                    | Atletas        |
| ---- | ----------------------- | -------------- |
|      | Alemanha Oriental (GDR) | Dietmar Lorenz |
|      | França (FRA)            | Angelo Parisi  |
|      | Grã-Bretanha (GBR)      | Arthur Mapp    |
|      | Hungria (HUN)           | András Ozsvar  |

## Quadro de medalhas do judô
| Ordem | País                  | Medalha de ouro | Medalha de prata | Medalha de bronze | Total |
| ----- | --------------------- | --------------- | ---------------- | ----------------- | ----- |
| 1     | URS União Soviética   | 2               | 1                | 2                 | 5     |
| 2     | FRA França            | 2               | 1                | 1                 | 4     |
| 3     | GDR Alemanha Oriental | 1               | 0                | 4                 | 5     |
| 4     | BEL Bélgica           | 1               | 0                | 0                 | 1     |
| 4     | ITA Itália            | 1               | 0                | 0                 | 1     |
| 4     | SUI Suíça             | 1               | 0                | 0                 | 1     |
| 7     | CUB Cuba              | 0               | 3                | 0                 | 3     |
| 8     | BUL Bulgária          | 0               | 1                | 1                 | 2     |
| 8     | GBR Grã-Bretanha      | 0               | 1                | 1                 | 2     |
| 8     | MGL Mongólia          | 0               | 1                | 1                 | 2     |
| 11    | HUN Hungria           | 0               | 0                | 2                 | 2     |
| 12    | TCH Checoslováquia    | 0               | 0                | 1                 | 1     |
| 12    | YUG Iugoslávia        | 0               | 0                | 1                 | 1     |
| 12    | NED Países Baixos     | 0               | 0                | 1                 | 1     |
| 12    | POL Polônia           | 0               | 0                | 1                 | 1     |